# Xenoconger
Xenoconger is een monotypisch geslacht van straalvinnige vissen uit de familie van de valse murenen (Chlopsidae). Het geslacht is voor het eerst wetenschappelijk beschreven in 1912 door Regan.

## Soort
- Xenoconger fryeri Regan, 1912